# Mary Ingham
Mary Ingham (ur. 13 lutego 1947 w Chesham) – angielska pisarka.
Studiowała socjologię na uniwersytecie w Liverpoolu.